# 大西洋牙鮃
大西洋牙鮃（學名：Paralichthys dentatus）是一種比目魚，屬於眼睛位於左面的牙鮃科。

## 特徵
大西洋牙鮃的身上有5-14個像眼睛的斑點。它們可以更改身體的顏色及樣式來配合周圍的環境，且能迅速在泥床或沙床挖穴。它們上下顎都有鋒利的牙齒。它們平均於2歲及重1-3磅時就達至性成熟，一般長15-20吋。最老的是一條雌魚，可以重達26磅及活至20歲。成體是高度掠食性及食魚的，往往會將自己藏起來，並伸出頭來埋伏獵物。它們的獵物包括玉筋魚、鯡魚、大西洋美洲原銀漢魚、扁鰺、鯛科、魷魚、蝦及蟹。它們雖然主要是底棲的，但也可以迅速游一段短距離。它們在中深度特別具攻擊性，甚至會追蹤獵物至海面。

## 棲息地
大西洋牙鮃分佈在西大西洋，由緬因州至南卡羅來納州，甚至會南至與近親的漠斑牙鮃的分佈地。大西洋牙鮃在美國東北部的海岸及陸架水域最為普遍。在春天，它們會離開深水區並移到近岸的沙灘、海灣、河口等，待秋天或初冬才離開。於冬天它們會回到深水區產卵。

## 管理
大西洋牙鮃被認為是大西洋海岸的重要漁獲，在美國東北部的休閒垂釣非常受歡迎。故此它們在不同州份都有限制捕捉的大小等。現時對於過度漁獲是否令它們數量下降而存在爭議。